# Коффен, Пьер
Пьер-Луи Паданг Коффен (фр. Pierre-Louis Padang Coffin, р. 15 марта 1967, Франция) — французский аниматор, режиссёр, и актёр озвучивания. Режиссёр мультфильмов франшизы «Гадкий я», ему принадлежит голос миньонов и их манера речи.

## Биография
Коффин родился во Франции в семье Ива Коффина, французского дипломата, и Нх. Дини, индонезийской писательницы. У него есть сестра Мари-Клер. В детстве они много переезжали по Азии, жили в Камбодже и Японии, прежде чем поселились в парижском пригороде в 1970-х годах. В детстве отец запрещал им смотреть телевизор, считая его слишком опасным. Вместо этого Коффин много рисовал, читал и слушал музыку. Хотя он никогда не думал о карьере в искусстве, некоторые талантливые друзья, которые рисовали лучше него, вдохновили его на совершенствование своих навыков.
С 1985 по 1988 год он изучал кино в университете Париж-Сорбонна. Во время прохождения военной службы он отчислился, чтобы сдать вступительный экзамен в парижскую школу анимации Gobelins. Сдав экзамен, он учился там на курсе 2D анимации с 1990 по 1993 год. Затем он перешел в Amblin, лондонскую студию 2D, где в течение года работал младшим аниматором над фильмом «Мы вернулись! A Dinosaur’s Story». Затем он начал работать внештатным аниматором во французской CGI-студии Ex Machina, где работал аниматором, а затем супервайзером анимации. Режиссерская карьера Пьера Коффина началась с короткометражки «Пингс» в 1997 г. Затем он начал сотрудничать, снимаясь в рекламных роликах с Passion Pictures Paris и Mac Guff. Он создал персонажей Пэта и Стэна для одноименного телесериала TF1. В 2010 году вместе с Крисом Рено он завершил работу над полнометражным CGI-анимационным фильмом «Гадкий Я» для Universal.
Коффин снял фильмы «Гадкий я» (2010) и «Гадкий я 2» (2013), с Рено — «Гадкий я 3» (2017) и спин-офф «Гадкий я», «Миньоны» (2015) с Кайлом Балдой, в котором он также озвучивал различных миньонов.

## Фильмография

### Полнометражные фильмы
- 1993 — Мы вернулись! История динозавра — аниматор и художник.
- 2010 — Гадкий я — режиссёр и голоса миньонов.
- 2013 — Гадкий я 2 — режиссёр и голоса миньонов.
- 2015 — Миньоны — режиссёр и голоса миньонов.
- 2017 — Гадкий я 3 — режиссёр и голоса миньонов, директора музея.
- 2022 — Миньоны: Грювитация — голоса миньонов
- 2024 — Гадкий я 4 — голоса миньонов

### Короткометражные фильмы
- 2011 — Брэд и Гэри — режиссёр и голос Брэда.
- Короткометражные мультфильмы франшизы «Гадкий Я» — сценарист, исполнительный продюсер и голос миньонов.

## Семья
- Отец Ив Коффен — французский дипломат
- Мать Нх. Дини — индонезийская писательница
- Сестра Мари-Клэр Линтанг (род. 1961, живёт в Канаде)